# Fotbollsallsvenskan 2020
Fotbollsallsvenskan 2020 var den 96:e säsongen av allsvenskan sedan starten 1924 och var Sveriges högsta division i fotboll 2020.

## Förlopp
Säsongen var ursprungligen tänkt att ha inletts den 5 april 2020 och avslutats den 8 november samma år, enligt det spelprogram som Svenska Fotbollförbundet presenterade den 16 december 2019. men den 19 mars 2020 beslutade Svenska Fotbollförbundet att säsongen skulle skjutas upp på grund av 
coronaviruspandemin. Den 29 maj tillkännagav Sveriges kultur- och idrottsminister Amanda Lind att Fotbollsallsvenskan, tillsammans med övrig elitidrott, kunde sparka igång den 14 juni. vilket också skedde.
Den 8 november säkrade Malmö FF sitt 21:a SM-guld efter att besegrat IK Sirius med 4–0. Tre omgångar återstod då av serien. Serien avslutades slutligen den 6 december.
Den sista omgången spelades den 6 december. Kalmar FF spelade oavgjort (0–0) hemma mot BK Häcken, och klarade därmed att bli 14:e lag, och få kvalspela för plats i nästa års Allsvenska. Resultatet innebar även att Falkenbergs FF blev klara för nedflyttning till Superettan, tillsammans med redan nedflyttningsklara Helsingborgs IF. Resultaten innebar också att BK Häcken blev klara för kval till Europa Conference League, tillsammans med tvåan IF Elfsborg och vinnaren av Svenska cupen 2020/2021.
Coronapandemin orsakade restriktioner, vilket även medförde att matcherna spelades utan publik. Det enda undantaget var matchen Falkenbergs FF–Djurgårdens IF den 1 november, där 267 åskådare registrerades. Sportbladets Robert Laul kallade säsongen för den "sämsta någonsin", och syftade då främst på den frånvarande publiken.

## Lag
16 lag kvalificerade sig för spel i Allsvenskan 2020 efter resultat från Allsvenskan 2019 och Superettan 2019.
Östersunds FK var sportsligt kvalificerade men erhöll inte elitlicens den 26 november 2019 och skulle därmed tvångsnedflyttas till Superettan. Deras plats i Allsvenskan skulle istället upptas av IK Brage som förlorade kvalet mot Kalmar. Östersund överklagade och den 23 december 2019 beslutades att Östersund fick beviljad elitlicens, och därmed tilläts spela i Allsvenskan 2020.

### Städer och arenor
| Lag             | Län             | Ort         | Arena                   | Underlag   | Kapacitet | Kapacitet | Placering 2019 |
| --------------- | --------------- | ----------- | ----------------------- | ---------- | --------- | --------- | -------------- |
| AIK             | Stockholm       | Stockholm   | Friends Arena           | Gräs       | 50 000    | [ 19 ]    | 4              |
| BK Häcken       | Västra Götaland | Göteborg    | Bravida Arena           | Konstgräs  | 6 316     | [ 20 ]    | 6              |
| Djurgårdens IF  | Stockholm       | Stockholm   | Tele2 Arena             | Konstgräs  | 30 000    | [ 21 ]    | 1              |
| Falkenbergs FF  | Halland         | Falkenberg  | Falcon Alkoholfri Arena | Gräs       | 5 500     | [ 22 ]    | 13             |
| Hammarby IF     | Stockholm       | Stockholm   | Tele2 Arena             | Konstgräs  | 30 000    | [ 21 ]    | 3              |
| Helsingborgs IF | Skåne           | Helsingborg | Olympia                 | Gräs       | 16 000    | [ 23 ]    | 10             |
| IF Elfsborg     | Västra Götaland | Borås       | Borås Arena             | Konstgräs  | 16 200    | [ 24 ]    | 8              |
| IFK Göteborg    | Västra Götaland | Göteborg    | Gamla Ullevi            | Hybridgräs | 18 416    | [ 25 ]    | 7              |
| IFK Norrköping  | Östergötland    | Norrköping  | Östgötaporten           | Konstgräs  | 16 000    | [ 26 ]    | 5              |
| IK Sirius       | Uppsala         | Uppsala     | Studenternas IP         | Konstgräs  | 10 000    | [ 27 ]    | 11             |
| Kalmar FF       | Kalmar          | Kalmar      | Guldfågeln Arena        | Gräs       | 12 150    | [ 28 ]    | 14             |
| Malmö FF        | Skåne           | Malmö       | Eleda Stadion           | Hybridgräs | 22 500    | [ 29 ]    | 2              |
| Mjällby AIF     | Blekinge        | Hällevik    | Strandvallen            | Gräs       | 7 000     | [ 30 ]    | 1 (S1)         |
| Varbergs BoIS   | Halland         | Varberg     | Varberg Energi Arena    | Gräs       | 4 500     | [ 31 ]    | 2 (S1)         |
| Örebro SK       | Örebro          | Örebro      | Behrn Arena             | Konstgräs  | 12 645    | [ 32 ]    | 9              |
| Östersunds FK   | Jämtland        | Östersund   | Jämtkraft Arena         | Konstgräs  | 8 466     | [ 33 ]    | 12             |

## Tabeller

### Poängtabell
| Nr | Lag                 | S  | V  | O  | F  | GM | IM | MS  | P  |
| -- | ------------------- | -- | -- | -- | -- | -- | -- | --- | -- |
| 1  | Malmö FF            | 30 | 17 | 9  | 4  | 64 | 30 | +34 | 60 |
| 2  | IF Elfsborg         | 30 | 12 | 15 | 3  | 49 | 38 | +11 | 51 |
| 3  | BK Häcken           | 30 | 12 | 13 | 5  | 45 | 29 | +16 | 49 |
| 4  | Djurgårdens IF (RM) | 30 | 14 | 6  | 10 | 48 | 33 | +15 | 48 |
| 5  | Mjällby AIF (U)     | 30 | 13 | 8  | 9  | 48 | 44 | +4  | 47 |
| 6  | IFK Norrköping      | 30 | 13 | 7  | 10 | 60 | 46 | +14 | 46 |
| 7  | Örebro SK           | 30 | 12 | 6  | 12 | 37 | 41 | −4  | 42 |
| 8  | Hammarby IF         | 30 | 10 | 11 | 9  | 47 | 47 | 0   | 41 |
| 9  | AIK                 | 30 | 10 | 9  | 11 | 30 | 33 | −3  | 39 |
| 10 | IK Sirius           | 30 | 9  | 11 | 10 | 43 | 51 | −8  | 38 |
| 11 | Varbergs BoIS (U)   | 30 | 10 | 7  | 13 | 45 | 44 | +1  | 37 |
| 12 | IFK Göteborg        | 30 | 7  | 13 | 10 | 35 | 41 | −6  | 34 |
| 13 | Östersunds FK       | 30 | 8  | 9  | 13 | 27 | 46 | −19 | 33 |
| 14 | Kalmar FF           | 30 | 6  | 10 | 14 | 30 | 49 | −19 | 28 |
| 15 | Helsingborgs IF     | 30 | 5  | 11 | 14 | 33 | 48 | −15 | 26 |
| 16 | Falkenbergs FF      | 30 | 5  | 9  | 16 | 33 | 54 | −21 | 24 |

### Resultattabell
| Hemma \ Borta   | AIK | BKH | DIF | FFF | HAIF | HEIF | IFE | IFKG | IFKN | IKS | KFF | MFF | MAIF | VAR | ÖSK | ÖFK |
| AIK             | —   | 0–1 | 0–1 | 1–1 | 3–0  | 2–0  | 1–2 | 2–0  | 1–4  | 1–0 | 0–1 | 2–2 | 1–0  | 1–0 | 0–2 | 0–1 |
| BK Häcken       | 4–0 | —   | 0–2 | 3–0 | 3–0  | 1–0  | 6–0 | 0–0  | 2–1  | 1–1 | 0–2 | 1–1 | 2–2  | 2–1 | 3–0 | 2–1 |
| Djurgårdens IF  | 0–1 | 3–1 | —   | 1–0 | 1–2  | 2–2  | 1–1 | 2–2  | 1–2  | 4–0 | 5–0 | 3–2 | 2–1  | 1–0 | 1–2 | 0–0 |
| Falkenbergs FF  | 1–1 | 1–1 | 3–2 | —   | 1–3  | 2–2  | 1–3 | 0–3  | 3–3  | 1–2 | 0–2 | 0–1 | 2–3  | 2–0 | 2–1 | 0–1 |
| Hammarby IF     | 0–2 | 1–1 | 1–1 | 1–1 | —    | 2–2  | 2–2 | 1–1  | 0–1  | 0–0 | 3–3 | 2–2 | 4–2  | 1–0 | 3–0 | 2–0 |
| Helsingborgs IF | 2–0 | 0–0 | 3–1 | 0–0 | 1–1  | —    | 0–0 | 0–1  | 3–2  | 1–2 | 1–1 | 0–1 | 0–1  | 0–3 | 1–1 | 0–1 |
| IF Elfsborg     | 2–2 | 1–1 | 1–0 | 4–2 | 2–2  | 2–1  | —   | 0–0  | 2–1  | 3–3 | 3–1 | 1–0 | 2–2  | 3–3 | 1–1 | 0–1 |
| IFK Göteborg    | 1–0 | 1–1 | 1–2 | 2–2 | 0–4  | 1–1  | 0–1 | —    | 1–3  | 2–0 | 1–2 | 0–3 | 2–2  | 1–0 | 0–1 | 2–2 |
| IFK Norrköping  | 2–2 | 0–1 | 3–0 | 4–1 | 1–2  | 3–4  | 1–1 | 3–1  | —    | 1–2 | 2–1 | 1–1 | 1–1  | 2–0 | 2–0 | 2–2 |
| IK Sirius       | 0–0 | 2–2 | 0–2 | 2–1 | 3–1  | 3–1  | 1–1 | 2–2  | 4–2  | —   | 2–2 | 2–5 | 0–1  | 3–3 | 2–1 | 2–3 |
| Kalmar FF       | 0–0 | 0–0 | 0–3 | 0–0 | 1–2  | 4–0  | 1–2 | 1–1  | 0–2  | 1–1 | —   | 0–4 | 1–4  | 1–1 | 0–3 | 1–2 |
| Malmö FF        | 0–0 | 3–0 | 1–0 | 2–1 | 3–0  | 4–1  | 1–1 | 3–1  | 1–1  | 4–0 | 2–1 | —   | 2–0  | 2–2 | 2–1 | 4–0 |
| Mjällby AIF     | 3–1 | 3–1 | 2–1 | 0–1 | 2–1  | 3–2  | 0–5 | 1–1  | 2–0  | 1–1 | 2–2 | 2–2 | —    | 2–3 | 1–0 | 3–0 |
| Varbergs BoIS   | 2–2 | 1–3 | 1–2 | 3–1 | 5–2  | 1–3  | 0–0 | 1–2  | 1–3  | 2–0 | 1–0 | 3–2 | 1–0  | —   | 2–1 | 1–1 |
| Örebro SK       | 0–2 | 0–0 | 0–3 | 1–2 | 2–1  | 3–2  | 3–2 | 1–1  | 4–3  | 2–1 | 0–1 | 3–2 | 3–1  | 1–0 | —   | 0–0 |
| Östersunds FK   | 1–2 | 2–2 | 1–1 | 2–1 | 1–3  | 0–0  | 0–1 | 0–4  | 2–4  | 0–2 | 2–0 | 1–2 | 0–1  | 0–4 | 0–0 | —   |

## Kval till Allsvenskan 2021
|             | 9 december 2020 | Jönköpings Södra       | 1 – 3           | Kalmar FF                                                               | Stadsparksvallen                    |                                     |
| 18:00 UTC+1 | 18:00 UTC+1     | Kevin Rodeblad Lowe 3′ | (1 – 2) Rapport | 11′ (sjm.) Kevin Rodeblad Lowe 19′ Sebastian Ring 55′ Geir André Herrem | Jönköping Domare: Mohammed Al-Hakim | Jönköping Domare: Mohammed Al-Hakim |
| 18:00 UTC+1 | 18:00 UTC+1     |                        |                 |                                                                         | Jönköping Domare: Mohammed Al-Hakim | Jönköping Domare: Mohammed Al-Hakim |
| 18:00 UTC+1 | 18:00 UTC+1     |                        |                 |                                                                         | Jönköping Domare: Mohammed Al-Hakim | Jönköping Domare: Mohammed Al-Hakim |

|             | 13 december 2020 | Kalmar FF        | 1 – 0           | Jönköpings Södra | Guldfågeln Arena            |                             |
| 13:00 UTC+1 | 13:00 UTC+1      | Nils Fröling 80′ | (0 – 0) Rapport |                  | Kalmar Domare: Glenn Nyberg | Kalmar Domare: Glenn Nyberg |
| 13:00 UTC+1 | 13:00 UTC+1      |                  |                 |                  | Kalmar Domare: Glenn Nyberg | Kalmar Domare: Glenn Nyberg |
| 13:00 UTC+1 | 13:00 UTC+1      |                  |                 |                  | Kalmar Domare: Glenn Nyberg | Kalmar Domare: Glenn Nyberg |

Kalmar FF kvar i Allsvenskan med det ackumulerade slutresultatet 4–1.

## Statistik
| Rank | Spelare              | Lag             | Mål |
| ---- | -------------------- | --------------- | --- |
| 1    | Christoffer Nyman    | IFK Norrköping  | 18  |
| 2    | Astrit Selmani       | Varbergs BoIS   | 15  |
| 3    | Isaac Kiese Thelin   | Malmö FF        | 14  |
| 3    | Moses Ogbu           | Mjällby AIF     | 14  |
| 5    | Anders Christiansen  | Malmö FF        | 13  |
| 6    | Aron Jóhannsson      | Hammarby IF     | 12  |
| 6    | Nahir Besara         | Örebro SK       | 12  |
| 6    | Stefano Vecchia      | IK Sirius       | 12  |
| 9    | Fredrik Ulvestad     | Djurgårdens IF  | 11  |
| 9    | Jesper Karlsson      | IF Elfsborg     | 11  |
| 9    | Anthony van den Hurk | Helsingborgs IF | 11  |
| 12   | Per Frick            | IF Elfsborg     | 10  |

| Rank | Spelare                   | Lag            | Assist |
| ---- | ------------------------- | -------------- | ------ |
| 1    | Gustav Ludwigson          | Hammarby IF    | 11     |
| 1    | Sead Haksabanovic         | IFK Norrköping | 11     |
| 3    | Alexander Kačaniklić      | Hammarby IF    | 9      |
| 3    | Ísak Bergmann Jóhannesson | IFK Norrköping | 9      |
| 5    | Johan Larsson             | IF Elfsborg    | 8      |
| 6    | Axel Björnström           | IK Sirius      | 7      |
| 6    | Haris Radetinac           | Djurgårdens IF | 7      |
| 6    | Jo Inge Berget            | Malmö FF       | 7      |
| 6    | Sebastian Larsson         | AIK            | 7      |

### Hattricks
I nedanstående lista avses med hattrick att en spelare har gjort tre mål under samma match.
| Spelare           | För            | Mot            | Resultat | Datum             |
| ----------------- | -------------- | -------------- | -------- | ----------------- |
| Fredrik Ulvestad  | Djurgårdens IF | Kalmar FF      | 5–0      | 28 juni 2020      |
| Deniz Hümmet      | Örebro SK      | IFK Norrköping | 4–3      | 30 augusti 2020   |
| Muamer Tanković   | Hammarby IF    | IFK Göteborg   | 4–0      | 10 september 2020 |
| Jonathan Levi     | IFK Norrköping | Varbergs BoIS  | 3–1      | 18 oktober 2020   |
| Astrit Selmani    | Varbergs BoIS  | Hammarby IF    | 5–2      | 8 november 2020   |
| Christoffer Nyman | IFK Norrköping | Falkenbergs FF | 4–1      | 23 november 2020  |

### Svenska mästarna
Tränare: Jon Dahl Tomasson
| Nummer | Position | Namn                   | Spelade matcher | Mål |
| ------ | -------- | ---------------------- | --------------- | --- |
| 1      | MV       | Dušan Melichárek       | 0               | 0   |
| 2      | F        | Eric Larsson           | 28              | 1   |
| 3      | F        | Jonas Knudsen          | 28              | 0   |
| 4      | F        | Behrang Safari         | 12              | 0   |
| 5      | MF       | Søren Rieks            | 23              | 5   |
| 6      | MF       | Oscar Lewicki          | 21              | 0   |
| 7      | A        | Isaac Kiese Thelin     | 23              | 13  |
| 8      | MF       | Arnór Ingvi Traustason | 19              | 1   |
| 9      | A        | Guillermo Molins       | 10              | 1   |
| 10     | MF       | Anders Christiansen    | 22              | 11  |
| 11     | A        | Ola Toivonen           | 19              | 8   |
| 14     | F        | Felix Beijmo           | 2               | 0   |
| 15     | F        | Anel Ahmedhodzic       | 27              | 2   |
| 16     | MV       | Mathias Nilsson        | 0               | 0   |
| 17     | F        | Rasmus Bengtsson       | 1               | 0   |
| 18     | MF       | Romain Gall            | 0               | 0   |
| 19     | MF       | Erdal Rakip            | 24              | 1   |
| 20     | MF       | Bonke Innocent         | 16              | 0   |
| 21     | MF       | Fouad Bachirou         | 12              | 0   |
| 22     | MF       | Adi Nalic              | 18              | 2   |
| 23     | A        | Marcus Antonsson       | 8               | 1   |
| 24     | F        | Lasse Nielsen          | 13              | 0   |
| 27     | MV       | Johan Dahlin           | 14              | 0   |
| 30     | MV       | Marko Johansson        | 14              | 0   |
| 31     | F        | Franz Brorsson         | 13              | 2   |
| 32     | MF       | Jo Inge Berget         | 22              | 6   |
| 33     | MF       | Amel Mujanic           | 0               | 0   |
| 34     | MF       | Pavle Vagic            | 0               | 0   |
| 35     | MF       | Samuel Adrian          | 1               | 0   |
| 37     | A        | Tim Prica              | 4               | 0   |
| 39     | A        | Amin Sarr              | 15              | 1   |
| 40     | F        | Hugo Andersson         | 0               | 0   |

### Individuella priser[35]
| Pris               | Vinnare             | Lag         | Antal röster | Andra kandidater                                   |
| ------------------ | ------------------- | ----------- | ------------ | -------------------------------------------------- |
| Årets MVP          | Anders Christiansen | Malmö FF    | 465          | Astrit Selmani (203) och Jesper Karlsson (111)     |
| Årets unga spelare | Anel Ahmedhodzic    | Malmö FF    | 401          | Isak B. Johannesson (286) och Astrit Selmani (204) |
| Årets tränare      | Jon Dahl Tomasson   | Malmö FF    | 343          | Jimmy Thelin (317) och Henrik Rydström (237)       |
| Årets anfallare    | Jesper Karlsson     | IF Elfsborg | 350          | Christoffer Nyman (257) och Ola Toivonen (248)     |
| Årets mittfältare  | Anders Christiansen | Malmö FF    | 527          | Stefano Vecchia (231) och Fredrik Ulvestad (197)   |
| Årets back         | Anel Ahmedhodzic    | Malmö FF    | 466          | Rasmus Lauritsen (233) och Johan Larsson (197)     |
| Årets målvakt      | Oscar Jansson       | Örebro SK   | 338          | Aly Keita (331) och Tim Rönning (324)              |